# Dzikowiec Stary (gromada)
Dzikowiec Stary (alt. Dzikowiec, od 1968 Stary Dzikowiec) – dawna gromada, czyli najmniejsza jednostka podziału terytorialnego Polskiej Rzeczypospolitej Ludowej w latach 1954–1972.
Gromady, z gromadzkimi radami narodowymi (GRN) jako organami władzy najniższego stopnia na wsi, funkcjonowały od reformy reorganizującej administrację wiejską przeprowadzonej jesienią 1954 do momentu ich zniesienia z dniem 1 stycznia 1973, tym samym wypierając organizację gminną w latach 1954–1972.
Gromadę Dzikowiec Stary z siedzibą GRN w Dzikowcu Starym (1968-1998 Stary Dzikowiec, od 1998 Dzikowiec) utworzono – jako jedną z 8759 gromad na obszarze Polski – w powiecie kolbuszowskim w woj. rzeszowskim na mocy uchwały nr 23/54 WRN w Rzeszowie z dnia 5 października 1954. W skład jednostki weszły obszary dotychczasowych gromad Dzikowiec Stary i Dzikowiec Nowy, ponadto przysiółek Księżyna z dotychczasowej gromady Płazówka oraz przysiółek Osia Góra z dotychczasowej gromady Lipnica ze zniesionej gminy Dzikowiec w tymże powiecie. Dla gromady ustalono 17 członków gromadzkiej rady narodowej.
1 stycznia 1960 do gromady Dzikowiec Stary włączono obszar zniesionej gromady Lipnica oraz wsie Mechowiec i Płazówka ze zniesionej gromady Mechowiec w tymże powiecie.
Gromada przetrwała do końca 1972 roku, czyli do kolejnej reformy gminnej. 1 stycznia 1973 w powiecie kolbuszowskim reaktywowano gminę Stary Dzikowiec (w 2002 przemianowaną na Dzikowiec).